# Materialseilbahn Obermatt–Unter Zingel

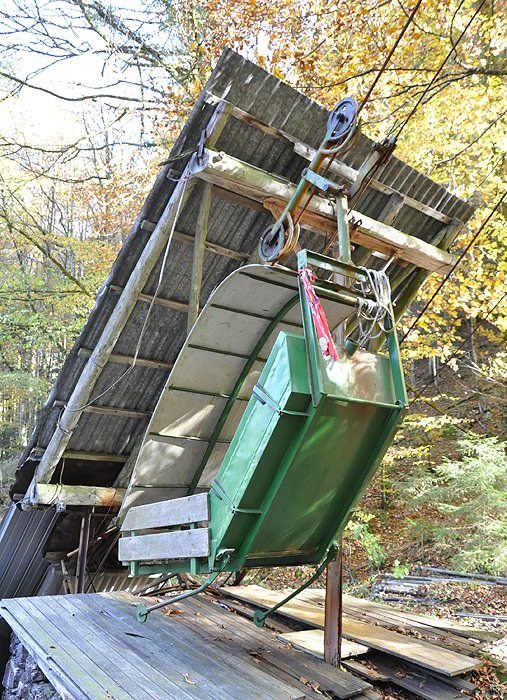
Talstation Obermatt

Die Materialseilbahn Obermatt–Unter Zingel ist eine historische Luftseilbahn im Engelbergertal in der Zentralschweiz, die als Wasserballastbahn ausgeführt ist.

## Obermatt–Unter Zingel
Bei der Bahn handelt es sich um eine zweispurige Zweiseil-Pendelbahn, die einer Bergbauernfamilie gehört. Sie verbindet den Talgrund bei Obermatt (OW) mit der westlich davon oberhalb der Zingelfluh gelegenen, ansonsten schwer zugänglichen Alp Unter Zingel (NW) und überquert dabei neben der Kantonsgrenze auch die Engelberger Aa. Die Bahn wurde 1923 vom Dallenwiler Schmied Remigi Niederberger errichtet. Bis auf die im Jahre 1931 ausgetauschten Fahrzeuge ist die Bahn im damaligen Originalzustand und zählt zu den letzten erhaltenen Wasserballastbahnen. Das vom Bundesamt für Kultur veröffentlichte Schweizer Seilbahninventar misst der Anlage als eindrücklichen Zeugen aus der Frühphase der Seilbahntechnologie und der frühen Firmengeschichte der Unternehmung Niederberger/Dallenwil einen besonderen kulturhistorischen Wert zu.
Die Bahn kommt ohne Antriebsmaschine aus. In den Rückwänden der Gondeln ist ein ca. 200 l fassender Blechtank integriert, der in der Bergstation mit Wasser gefüllt wird. Durch den Gewichtsunterschied zieht dieses Fahrzeug das andere, mit dem es mit der Zugseilschleife über die Seilscheiben in den Stationen verbunden ist, nach oben. Die Fahrgeschwindigkeit muss dabei von der Bedienperson manuell mit einer Trommelbremse reguliert werden.

### Technische Daten
- Baujahr: 1923 (Umbau 1931)
- Tragseildurchmesser: 18 mm
- Zugseildurchmesser: 11 mm

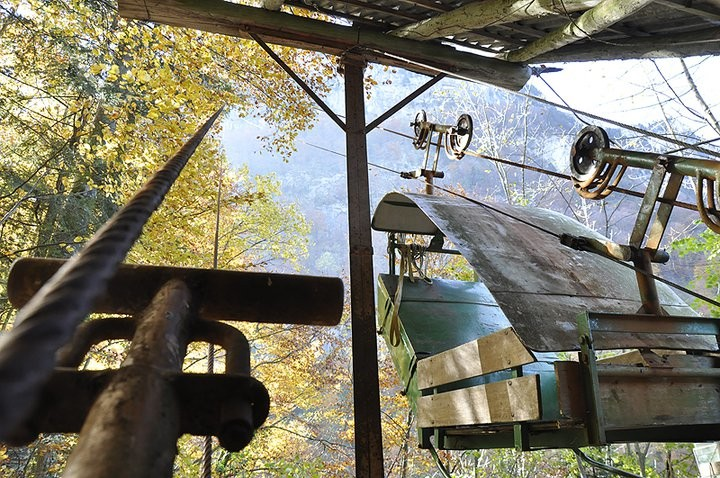
Materialseilbahn Obermatt-Unter Zingel im Engelbergertal

- Höhe Talstation Odermatt: 670 m ü. M.
- Höhe Bergstation Unter Zingel: 1250 m ü. M.
- Höhenunterschied: 580 m
- Streckenlänge (schief): 790 m
- Durchschnittliche Steigung 108 %
- Maximale Steigung ca. 140 %
- Längstes Seilfeld: 790 m (keine Stützen)
- Grösster Bodenabstand: ca. 200 m
- Nutzlast/Zuladung: 100 kg pro Fahrzeug
- Fahrgeschwindigkeit: 12,5 m/s

## Obermatt–Alp Zingel

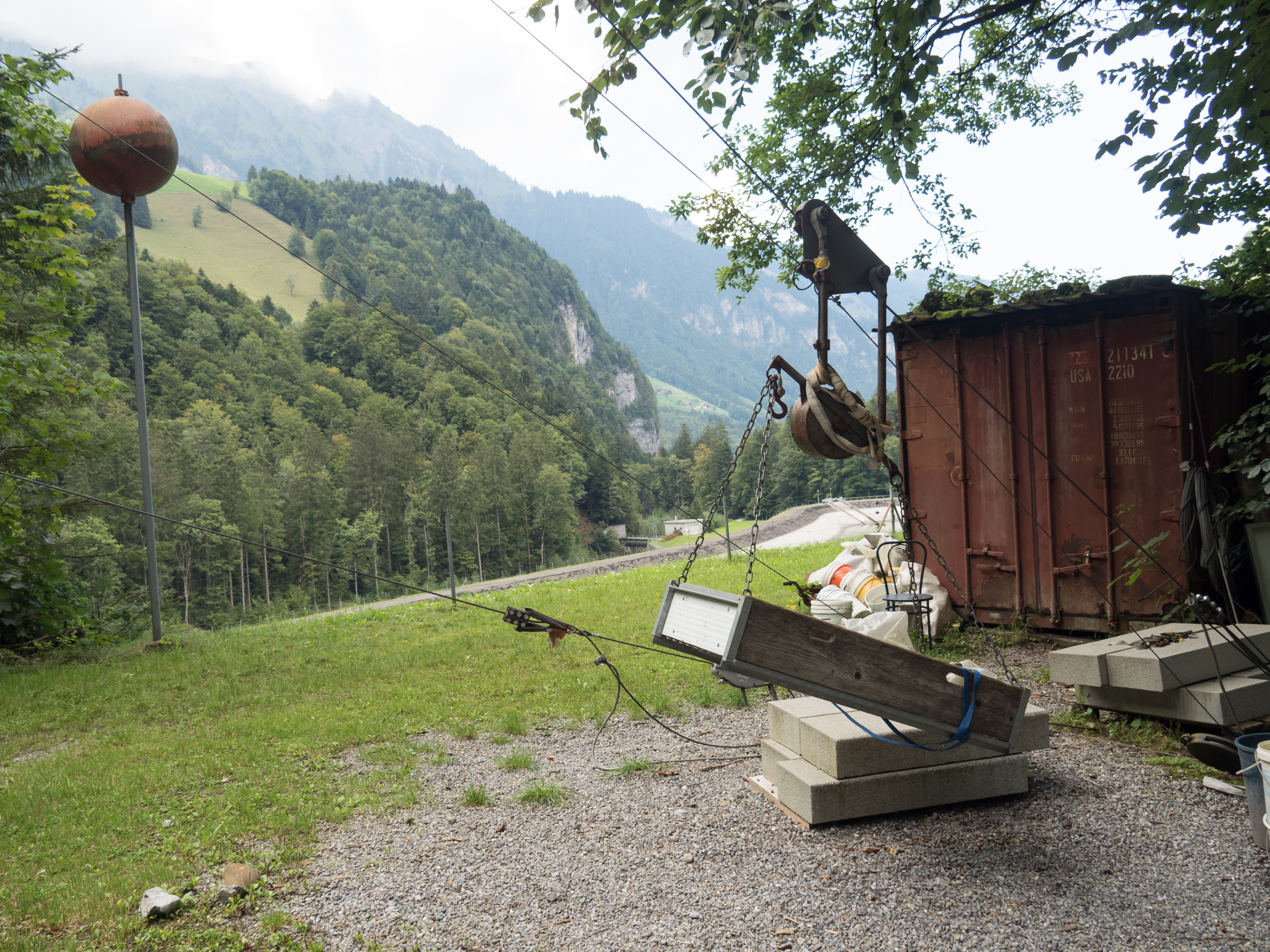
Materialseilbahn Obermatt–Alp Zingel

1999 konnte die Bergbauernfamilie von der Schweizer Armee eine günstige Materialseilbahn erwerben, die von den Seilbahntruppen installiert wurde. Die mit einem Dieselmotor betriebene Materialseilbahn fährt parallel zur Zingelbahn innert 15 Minuten von der Talstation Obermatt in die höher gelegene Alp Zingel (1516 m ü. M.).